# NANS
NANS (англ. N-acetylneuraminate synthase) – білок, який кодується однойменним геном, розташованим у людей на короткому плечі 9-ї хромосоми. Довжина поліпептидного ланцюга білка становить 359 амінокислот, а молекулярна маса — 40 308.
| 10         |  | 20         |  | 30         |  | 40         |  | 50         |
| ---------- |  | ---------- |  | ---------- |  | ---------- |  | ---------- |
| MPLELELCPG |  | RWVGGQHPCF |  | IIAEIGQNHQ |  | GDLDVAKRMI |  | RMAKECGADC |
| AKFQKSELEF |  | KFNRKALERP |  | YTSKHSWGKT |  | YGEHKRHLEF |  | SHDQYRELQR |
| YAEEVGIFFT |  | ASGMDEMAVE |  | FLHELNVPFF |  | KVGSGDTNNF |  | PYLEKTAKKG |
| RPMVISSGMQ |  | SMDTMKQVYQ |  | IVKPLNPNFC |  | FLQCTSAYPL |  | QPEDVNLRVI |
| SEYQKLFPDI |  | PIGYSGHETG |  | IAISVAAVAL |  | GAKVLERHIT |  | LDKTWKGSDH |
| SASLEPGELA |  | ELVRSVRLVE |  | RALGSPTKQL |  | LPCEMACNEK |  | LGKSVVAKVK |
| IPEGTILTMD |  | MLTVKVGEPK |  | GYPPEDIFNL |  | VGKKVLVTVE |  | EDDTIMEELV |
| DNHGKKIKS  |  |            |  |            |  |            |  |            |

A: Аланін

C: Цистеїн

D: Аспарагінова кислота

E: Глутамінова кислота

F: Фенілаланін

G: Гліцин

H: Гістидин

I: Ізолейцин

K: Лізин

L: Лейцин

M: Метіонін

N: Аспарагін

P: Пролін

Q: Глутамін

R: Аргінін

S: Серин

T: Треонін

V: Валін

W: Триптофан

Кодований геном білок за функціями належить до трансфераз, фосфопротеїнів. 
Задіяний у такому біологічному процесі, як ацетилювання. 